# Enseignement de la langue et de la culture d'origine
« ELCO » redirige ici. Pour l’article homophone, voir Elko.
L'enseignement de la langue et de la culture d'origine (ELCO) était un dispositif conçu en France, en 1977, permettant de dispenser des cours facultatifs de langue étrangère au sein de l'école publique. Ce dispositif entre dans le cadre de l'application de la directive européenne 77/486/CEE du 25 juillet 1977 qui dispose que « les États membres prennent, […] en coopération avec les États d'origine, les mesures appropriées en vue de promouvoir, en coordination avec l'enseignement normal, un enseignement de la langue maternelle et de la culture du pays d'origine en faveur des enfants » d'immigrés issus d'un autre État. Les cours étaient assurés par des enseignants recrutés, payés et encadrés par l'un des neuf pays d'origine ayant signé un accord bilatéral avec la France. Il s'agissait de cours facultatifs ouverts à tous les élèves quelle que soit leur origine,.
Dès 2016, le dispositif des ELCO était destiné à être remplacé par un nouveau dispositif : les enseignements internationaux en langue étrangère (EILE). Le 18 février 2020, le président de la République, Emmanuel Macron, a acté la fin du dispositif qui concernait environ 80 000 élèves, majoritairement en école primaire, soit moins de 1,2 % des élèves du premier degré.

## Généralités
Le dispositif est la transposition en droit français d'une directive européenne.
Pour mettre en œuvre ce dispositif, la France a signé des accords bilatéraux avec neuf pays : le Portugal (1973), l'Italie et la Tunisie (1974), l'Espagne et le Maroc (1975), la Yougoslavie (1977), la Turquie (1979) et l'Algérie (1981),. 
Les cours dispensés concernent les six langues suivantes : l'arabe, l'espagnol, l'italien, le portugais, le serbo-croate et le turc.
Les cours sont dispensés à partir de la classe de CE1. Les cours représentent 1 h 30 à 3 h par semaine et sont pour la plupart organisés après les heures de cours réguliers, le mercredi et parfois le samedi. Les enseignements ELCO sont ouverts à tous les écoliers sur souhait de la famille.
Durant l'année scolaire 2004-2005, un rapport de l'Inspection générale de l’Éducation nationale a fourni les statistiques suivantes concernant l'enseignement langue et culture d'origine :
| Langue enseignée | Nombre d'élèves du 1er degré (2004-2005) | Nombre d'élèves du 2d degré (2004-2005) | Effectif enseignant (2004-2005)                     |
| ---------------- | ---------------------------------------- | --------------------------------------- | --------------------------------------------------- |
| Arabe            | 36 919                                   | 3 787                                   | Marocains : 286 ; Algériens : 145 ; Tunisiens : 135 |
| Espagnol         | 1 142                                    | 283                                     | Espagnols : 35                                      |
| Italien          | 20 893                                   | 489                                     | Italiens : 80                                       |
| Portugais        | 15 664                                   | non prévu par l'accord                  | Portugais : 126                                     |
| Serbe            | 153                                      | 0                                       | Serbes Monténégrins : 5                             |
| Turc             | 13 002                                   | 3 502                                   | Turcs : 174                                         |
| Total            | 87 773                                   | 8 061                                   | Total : 986 enseignants étrangers                   |

## Critiques et polémiques
Au cours de son histoire, le dispositif de l'enseignement des langues et cultures d'origine a fait l'objet de nombreuses polémiques. L'apprentissage de la langue arabe cristallise les critiques, notamment de la part de personnalités politiques de droite et d'extrême droite.
En 2016, au moment de l'annonce par la ministre de l’Éducation nationale, Najat Vallaud-Belkacem, de la réforme des ELCO, une polémique s'est déclenchée lorsque la députée Les Républicains, Annie Genevard, a dénoncé l’enseignement de l’arabe qui « encouragera le communautarisme qui mine la cohésion sociale nationale ». Dans une tribune au JDD, la ministre a refusé « d'opposer notre langue aux autres dans une vision rétrécie, rabougrie et rétrograde de la France » et a dénoncé « une pensée identitaire qui prône l'exclusion et le repli sur soi d'une virulence inouïe ».
En 2018, de fausses informations sur le caractère obligatoire de l'enseignement de l'arabe à l'école, relayées sur les réseaux sociaux et par une partie de la classe politique, ont conduit le ministre de l’Éducation nationale, Jean-Michel Blanquer, à dénoncer un emballement médiatique. La même année, l'ouverture d'une classe d'arabe dans le cadre des ELCO à Nuits-Saint-Georges (Côte-d’Or) a provoqué une farouche opposition du maire et des militants du Front national, qui ont dénoncé un « vecteur du communautarisme ». Dans un communiqué commun, la Fédération des conseils de parents d'élèves (FCPE) de Côte-d’Or, la Ligue de l’enseignement et la Ligue des droits de l’homme ont dénoncé toute forme de rejet de l'autre et de xénophobie et tenu à rappeler que la mise en place des ELCO s’inscrit dans le cadre de l’Éducation nationale et qu’elle n’a « pas à dépendre du bon vouloir de chaque maire ».
Selon Rachid Kaci et Alexandre del Valle, cofondateurs de La Droite libre, courant situé très à droite à l'UMP, le dispositif des ELCO fait l'objet de dérives communautaristes et islamistes au sein des cours de langue arabe et négationnistes au sein des cours de langue turque.
Pour Claude Lelièvre, historien de l’Éducation, la polémique autour de l’apprentissage de la langue arabe à l’école traduit « les tensions » et « les peurs » de notre société actuelle, favorisées par une « récupération politique ».

## En Suisse
Un dispositif similaire existe en Suisse sous le nom de « Cours de langue et de culture d'origine »,.